# Тендер (торги)
Те́ндер (англ. tender — заявка на подряд, поданная на конкурсной основе) — англоязычный термин, обозначающий конкурентную форму отбора предложений на оплачиваемую поставку товаров, оказание услуг или выполнение работ по заранее объявленным в документации условиям, в оговорённые сроки на принципах состязательности, справедливости и эффективности. Контракт заключается с победителем тендера — участником, подавшим предложение, соответствующее требованиям документации, в котором предложены наилучшие условия. В отличие от аукционов, участники тендера не имеют доступа к условиям, предложенным конкурентами.
На начало 2018 года термин «тендер» в Российской Федерации законодательно не определён, поэтому в официальных документах не используется. В повседневной речи может являться как аналогом русских терминов конкурс или аукцион, так и других конкурентных процедур, например, запрос цены, запрос предложения.
Торги в Российской Федерации подразделяются на открытые и закрытые, могут проводиться в один или два этапа, в форме конкурса или аукциона. Торги, осуществляемые для государственных нужд в рамках государственного заказа, проводятся только в один этап.
Законодательство о размещении государственных и муниципальных заказов (Федеральный закон от 5 апреля 2013 г. № 44-ФЗ «О контрактной системе в сфере закупок товаров, работ, услуг для обеспечения государственных и муниципальных нужд») предусматривает и другие способы закупок, которые не являются торгами — это запрос котировок, — при котором начальная (максимальная) цена контракта не превышает пятьсот тысяч рублей. При этом годовой объём закупок, осуществляемых путём проведения запроса котировок, не должен превышать десять процентов совокупного годового объёма закупок заказчика и не должен составлять более чем сто миллионов рублей.

## Российское законодательство
5 апреля 2013 года был опубликован Федеральный закон № 44-ФЗ «О контрактной системе в сфере закупок товаров, работ, услуг для обеспечения государственных и муниципальных нужд», который вступил в силу с 1 января 2014 года. Этот закон регламентирует все государственные и муниципальные закупки в Российской Федерации, а также вводит ряд обязательных требований по публикации информации о проводимых закупках в сети Интернет.
В соответствии с законодательством, государственные и муниципальные закупки в Российской Федерации должны размещаться на едином официальном сайте госзакупок РФ zakupki.gov.ru и там же должны размещаться и итоги проведения этих торгов. Продублировать заказ на региональном сайте или другом источнике — допустимо, но публикация извещения о тендере на альтернативных источниках при непубликации его на официальном сайте госзакупок — грубое нарушение. 
C 1 января 2016 года в связи с вводом в эксплуатацию «Единой информационной системы в сфере закупок», доступ к сайту zakupki.gov.ru будет закрыт (приказы Федерального казначейства от 22.12.2015 № 354 и № 355).
18 июля 2011 года был принят Федеральный закон № 223-ФЗ «О закупках товаров, работ, услуг отдельными видами юридических лиц». В законе речь идет о предприятиях с госучастием: о госкомпаниях, субъектах естественных монополий, госкорпорациях. Он также распространяется на унитарные предприятия, автономные учреждения, хозяйственные общества с долей государственного (муниципального) участия более 50 % и на их дочерние предприятия. Закон 223-ФЗ не устанавливает ограничений на проведение закупок — закупки могут проводиться как в традиционной форме, так и в электронной, то есть на любых электронных торговых площадках. Единственное, что требует данный закон — упорядочить проведение закупок, формально описав порядок проведения закупок и используемые формы закупочных процедур в Положении о закупках, и опубликовать это положение на сайте zakupki.gov.ru. Кроме того, если данный сайт по тем или иным причинам перестанет осуществлять свою деятельность, компаниям необходимо будет публиковать всю необходимую информацию на своих собственных сайтах.
Различные коммерческие закрытые тендеры могут не публиковаться на официальном сайте госзакупок. Часто они публикуются только на сайте компании заказчика, которых в интернете огромное множество.
Однако существуют различные агрегаторы информации, на которые попадают и тендеры официального сайта, и тендеры, не размещенные на нём.

### Единая информационная система в сфере закупок
С 1 января 2014 года Федеральный закон № 94-ФЗ утрачивает силу в связи со вступлением в действие Федерального закона от 05 апреля 2013 № 44-ФЗ «О контрактной системе в сфере закупок товаров, работ, услуг для обеспечения государственных и муниципальных нужд». Этим законом определяется создание Единой информационной системы в сфере государственных закупок. Она представляет собой совокупность информации, информационных технологий и технических средств, обеспечивающих формирование, хранение и обработку данных в информационно-телекоммуникационной сети Интернет.
Единая информационная система включает в себя:
- планы и планы-графики закупок;
- сведения о реализации планов закупок и планов-графиков;
- реестр заключенных государственных контрактов;
- реестр банковских гарантий;
- реестр недобросовестных поставщиков;
- реестр жалоб, проверок и выданных предписаний;
- результаты мониторинга, аудита и контроля в сфере закупок;
- отчеты государственных заказчиков;
- перечни товаров, работ и услуг для обеспечения государственных и муниципальных нужд;
- каталог типовых контрактов, типовых условий контрактов;
- сведения о складывающихся на товарных рынках ценах товаров, работ, услуг, закупаемых для обеспечения государственных и муниципальных нужд;
- сведения об условиях, ограничениях и запретах допуска товаров иностранного происхождения, работ и услуг, выполняемых и оказываемых иностранными гражданами, об условиях применения национального режима для иностранных государств, с которыми Российской Федерацией заключены международные договоры;
- сведения о закупках и об исполнении контрактов в соответствии с Федеральным законом от 05.04.2013 № 44-ФЗ «О контрактной системе в сфере закупок товаров, работ, услуг для обеспечения государственных и муниципальных нужд»;
- перечень международных финансовых организаций, участником которых является Российская Федерация или с которыми Российская Федерация заключила международные договоры;
- нормативные правовые акты, иные документы и сведения, размещение которых предусмотрено Федеральным законом от 05.04.2013 № 44-ФЗ «О контрактной системе в сфере закупок товаров, работ, услуг для обеспечения государственных и муниципальных нужд», а также Федеральным законом от 18 июля 2011 года № 223-ФЗ «О закупках товаров, работ, услуг отдельными видами юридических лиц».

В рамках единой информационной системы в сфере государственных закупок действует официальный портал закупок zakupki.gov.ru, на котором возможен поиск интересующих тендеров. Кроме того бесплатно искать можно и на сайтах-агрегаторах, где собирают закупки как с государственных площадок, так и с коммерческих.

## Махинации с тендерными предложениями
Цель махинаций — обеспечить выигрыш заранее выбранного претендента. О том, что тендер проводится нечестно, можно узнать по ряду характерных признаков:
- Совпадающие (полностью или частично) заявки от разных участников.
- Предложенные всеми участниками цены значительно превышают стоимость контракта или стоимость предложений, полученных от тех же претендентов по схожим проектам или в других регионах.
- Победивший в тендере участник нанимает в качестве субподрядчиков одного или нескольких проигравших конкурентов, уведомив или не уведомив клиента.
- Некоторые участники предлагают существенно и неоправданно завышенные цены на некоторые позиции, чтобы скрыть излишки прибыли победителя, предназначенные для уплаты взяток чиновникам, обеспечившим победу.
- Слишком большой разрыв между ценой, предложенной победившим участником, и остальными претендентами. Вероятно, всем, кроме фаворита, рекомендовали указать в заявках завышенную цену.
- Предложения участников различаются на одну и ту же величину (например, цена фаворита плюс 1-2 %).
- В предложениях разных участников тендера можно увидеть признаки сговора: одинаковые конверты, схожие ошибки, одинаковая контактная информация и др.
- Претенденты, прошедшие квалификационный отбор, отказываются от участия в тендере. Возможно, сделать это их «уговорил» заказчик или другой участник.
- При появлении нового участника публичного тендера цены почему-то снижаются. Это может быть признаком того, что претенденты договорились между собой об искусственном завышении цен, пока не было конкуренции со стороны участника, не входившего в сговор[4].